# Ebana
Ebana fue un rey del reino de Axum que gobernó durante el siglo V. La mayor parte de la información sobre su reinado proviene de las monedas acuñadas bajo su mandato, las cuales reflejan aspectos de la economía y simbología de la época axumita.
El estudio de las monedas de Ebana proporciona importantes indicios sobre la estabilidad y prosperidad económica de Axum en el siglo V, así como sobre las conexiones comerciales del reino. Las inscripciones y diseños presentes en sus monedas permiten a los historiadores comprender mejor la organización política y las influencias culturales de la época, destacando el papel de Axum en el comercio regional y en el Cuerno de África.